# С червените ботушки...
„С червените ботушки...“ е българска детска песен, изпълнявана обикновено на новогодишните празници.
Песента е свързана с традицията за очакването и идването на Дядо Мраз. Aвтори са: на музиката Христо Недялков и текст на Веса Паспалеева. Песента става повод за издаването на стихосбирки, коледни картички, пъзели и организирането на цикли празници, изложби и концерти с това заглавие.